# Monoplacophorus
Monoplacophorus is een geslacht van weekdieren uit de familie van de Neopilinidae.

## Soort
- Monoplacophorus zenkevitchi Moskalev, Starobogatov & Filatova, 1983